# Хабалон
Хабало́н (исп. Jabalón) — река в Испании, левый приток Гвадианы, протекает на юге Месеты по территории провинции Сьюдад-Реаль в автономном сообществе Кастилия-Ла-Манча.
Длина реки составляет 161 км, площадь водосборного бассейна — 1557 км². Средний расход воды — 3,3 м³/с.
Хабалон начинается на высоте около 1000 м над уровнем моря между городами Монтьель и Вильянуэва-де-ла-Фуэнте. Генеральным направлением течения реки является запад. Впадает в Гвадиану на высоте около 560 м над уровнем моря, юго-западнее Сьюдад-Реаля.